# Де Грасс, Андре
Андре Де Гра́сс (англ. Andre De Grasse; род. 10 ноября 1994 года, Скарборо, провинция Онтарио, Канада) — канадский легкоатлет, бегун на короткие дистанции, двукратный олимпийский чемпион, чемпион мира 2022 года, чемпион мира в эстафетном беге 2017 года.

## Биография
Родился в районе Скарборо, город Торонто. Его родители Алекс Уайт и Беверли Де Грасс. Также у него есть братья Джулиан и Данти и сестра Александра. Серьёзно заниматься спортом начал в 17 лет, когда он учился в 11 классе. Однажды он принял участие в соревнованиях по бегу и выиграл их. За этим забегом наблюдал тренер Тони Шарп, который разглядел в нём талант и пригласил к себе заниматься.

## Спортивная карьера
18 апреля пробежал 100 метров за 9,87, однако этот результат является неофициальным, так как скорость ветра была 4 м/с, что в 2 раза превышает допустимый предел. 17 мая 2015 года стал 96-м человеком, которому удалось пробежать дистанцию 100 метров быстрее 10 секунд. На Панамериканских играх 2015 года в финальном забеге на 200 метров установил национальный рекорд — 19,88. На Чемпионате мира 2015 года в финальном забеге на 100 метров завоевал бронзовую медаль, установив личный рекорд — 9,92. На Олимпиаде 2016 в Рио-де-Жанейро занял третье место в беге на 100 метров и второе место на дистанции 200 метров, уступив лишь Усэйну Болту.
28 сентября 2019 года Андре в Дохе стал бронзовым призёром чемпионата мира в беге на дистанции 100 метров, показав в финальном забеге результат — 9,90 с. и уступив победителю Кристиану Коулману 0,14 секунды. На дистанции 200 метров он показал второй результат (19,95) и завоевал серебряную медаль.
На Олимпийских играх в Токио выиграл бронзу на дистанции 100 метров и стал олимпийским чемпионом на 200 м, пробежав в финале за 19,62 с.
На Олимпийских играх 2024 года в Париже на дистанциях 100 и 200 метров не сумел выйти в финал. Зато 9 августа бежал в финале эстафеты 4×100 метров на последнем этапе и помог канадцам выиграть золото.

### Выступления на Олимпийских играх
| Олимпийские игры    | 100 м | 200 м | Эстафета 4×100 м |
| ------------------- | ----- | ----- | ---------------- |
| 2016 Рио-де-Жанейро | 3     | 2     | 3                |
| 2020 Токио          | 3     | 1     | 2                |
| 2024 Париж          | 12    | 10    | 1                |